# Il mistero di Bernardo Brown
Il mistero di Bernardo Brown è un film muto italiano del 1922 diretto da Ermanno Geymonat.